# Nemo-tenetur-beginsel
Het nemo-tenetur-beginsel, voluit het beginsel van nemo tenetur prodere se ipsum, is het recht dat niemand is gehouden tegen zichzelf bewijs te leveren of dat niemand kan worden gedwongen aan de eigen veroordeling mee te werken. Het recht om niet aan de eigen veroordeling mee te werken, kan door een verdachte worden ingeroepen bij een verdenking van een strafbaar feit. Het zwijgrecht maakt een belangrijk onderdeel uit van het nemo-tenetur-beginsel.
Door te verbieden dat de vervolgende instantie een verdachte van een strafbaar feit kan dwingen mee te werken aan de eigen veroordeling wordt justitiële dwaling voorkomen. Bij onder dwang verkregen verklaringen is immers de betrouwbaarheid in het geding, omdat deze verklaringen niet in vrijheid zijn afgelegd. Als een persoon onder druk gezet wordt, zal deze eerder geneigd zijn toe te geven aan de eisen van de ondervrager. Daarnaast dient het beginsel ter waarborging van de onschuldpresumptie, dat onder meer met zich mee brengt dat de bewijslast ligt bij de vervolgende instantie en dat niet willekeurig ongeoorloofde dwang wordt toegepast.

## Europese Hof voor de Rechten van de Mens
Voor de uitleg en toepassing van het nemo-tenetur-beginsel zijn, voor de lidstaten van de Raad van Europa, de volgende uitspraken van het Europese Hof voor de Rechten van de Mens maatgevend.
In de uitspraak Funke t. Frankrijk is voor het eerst bepaald dat de vervolgende instantie niemand kan dwingen om aan de eigen veroordeling mee te werken en dat dit onder het recht op een eerlijk proces valt. Na deze uitspraak bestond bij de lidstaten van de Raad van Europa grote onduidelijkheid over de vraag tot welk bewijsmateriaal het nemo-tenetur-beginsel zich precies uitstrekt. Zij vreesden dat controle op de naleving van vele wetten en regels niet meer mogelijk zou zijn, omdat daarvoor vaak de medewerking van de burger nodig is. Men denke dan onder andere aan de alcoholcontrole of het invullen van de belastingaangifte.
In de uitspraak Saunders t. Verenigd Koninkrijk zijn deze onduidelijkheden opgehelderd. Het Europese Hof voor de Rechten van de Mens oordeelde in dat arrest dat het recht om niet aan de eigen veroordeling mee te werken slechts geldt voor (mondeling, dan wel schriftelijk) bewijsmateriaal dat afhankelijk van de wil van verdachte bestaat, zoals de bekentenis van een verdachte dat deze het strafbare feit heeft gepleegd. Het bewijsmateriaal dat onafhankelijk van de wil van de verdachte bestaat, valt niet onder het verbod om niet aan de eigen veroordeling mee te werken, zoals de ademanalyse bij de alcoholcontrole of de bankafschriften bij de belastingaangifte. Deze bewijsmaterialen bestaan, ongeacht of de verdachte dit wel of niet wil. Van de verdachte wordt slechts verlangd dat deze de materialen overlegt aan de vervolgende instantie.

## Voetnoten
1. ↑  EHRM 25 februari 1993, nr. 10828/84 (Funke t. Frankrijk)
2. ↑  EHRM 17 december 1996, nr. 19187/91 (Saunders t. Verenigd Koninkrijk)